# Schalthaus (Birkesdorf)

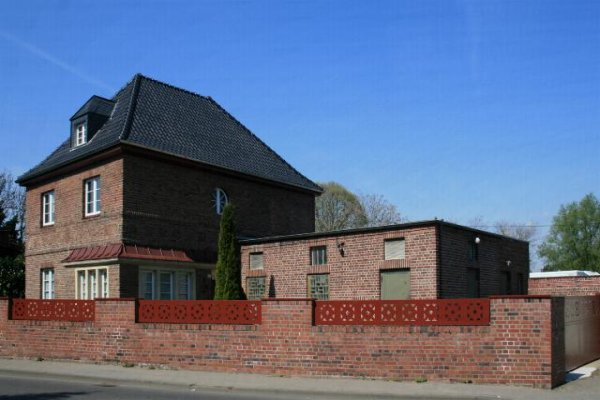

Das Schalthaus mit Monteurwohnung befindet sich im Dürener Stadtteil Birkesdorf in Nordrhein-Westfalen in der Straße Schüllsmühle 12. 
Das Gebäude wurde um 1925 erbaut.
Es handelt sich um einen freistehenden zweigeschossigen expressionistischen Backsteinbau. Auf dem Haus steht ein hohes Walmdach. Die Backsteinfassade hat aufwändig gestaltete Backsteinziereinlagen als umlaufendes Band. Übererker befinden sich an der Süd-Ost-Ecke mit Fenstergewänden aus Betonwerkstein.
Das Bauwerk ist unter Nr. 12/004 in die Denkmalliste der Stadt Düren eingetragen.